# دحموريات
دُحْمُورِيَّات أو صيادات الحشرات أو فصيلة براكونيدي (الاسم العلمي: Braconidae)، هي فصيلة دبابير نافعة شبه طفيلية من غشائيات الأجنحة، تشكل الدحموريات ثاني أكبر فصيلة في رتبة غشائيات الأجنحة، مع حوالي 17000 نوع معترف به وآلاف الأنواع غير الموصوفة. قدرت أحد التحليلات ما بين 30،000 و50،000، وقدمت تقديرات أخرى بين 42000 و 43000 نوعًا.